# Liste der Kulturgüter in Guggisberg
Die Liste der Kulturgüter in Guggisberg enthält alle Objekte in der Gemeinde Guggisberg im Kanton Bern, die gemäss der Haager Konvention zum Schutz von Kulturgut bei bewaffneten Konflikten, dem Bundesgesetz vom 20. Juni 2014 über den Schutz der Kulturgüter bei bewaffneten Konflikten sowie der Verordnung vom 29. Oktober 2014 über den Schutz der Kulturgüter bei bewaffneten Konflikten unter Schutz stehen.
Objekte der Kategorien A und B sind vollständig in der Liste enthalten, Objekte der Kategorie C fehlen zurzeit (Stand: 18. Februar 2024). Unter übrige Baudenkmäler sind geschützte Objekte zu finden, die im Bauinventar des Kantons Bern als «schützenswert» verzeichnet sind.

## Kulturgüter
| Foto |                                                                   | Objekt                                 | Kat. | Typ | Standort                | Beschreibung |
| ---- | ----------------------------------------------------------------- | -------------------------------------- | ---- | --- | ----------------------- | --- |
| ja   | Datei hochladen · Wikidata zu Trifelers Babis Stöckli (Q19362597) | Trifelers Babis Stöckli KGS-Nr.: 09221 | A    | G   | Dorf 74 591660 / 179532 | Das 1812 erbaute Stöckli ist ein lokal- und bauhistorisch bedeutender Ständerbau unter geknicktem Satteldach. Es besteht aus dem Sockelgeschoss mit inkorporierter Laube, dem Obergeschoss mit Stube, Kammer und nordseitiger Küche sowie dem Dachgeschoss mit Vorraum und Zimmer. Die Hauptfront im Erdgeschoss besitzt eine flachbogige Lauben-Arkade, im Obergeschoss eine Ründe und Lauben. Die Fassade ist mit aufwändigen Malereien verziert. Seit 1998 befindet sich das Vreneli-Museum in Trifelers Babis Stöckli. |
| ja   | Datei hochladen · Wikidata zu Reformierte Kirche (Q29652119)      | Reformierte Kirche KGS-Nr.: 00927      | B    | G   | Dorf 66 591643 / 179494 | Im 15. Jahrhundert erbautes und bis zur Reformation dem Heiligen Mauritius geweihtes Kirchengebäude im spätgotischen Stil. Verputzte Saalkirche unter steilem Satteldach mit gedeckter, verschalter Vorhalle, von Stützpfeilern gerahmtem Rechteckchor und nordseitig anschliessendem Glockenturm. Im Innern Glasgemälde von Paul Zehnder. |

## Übrige Baudenkmäler
Hinweis: Anstelle der KGS-Nummer wird als Objekt-Identifikator (ID) die Grundstücksnummer verwendet.
| ID   | Foto |                                                                                      | Objekt                                              | Typ | Standort                                           | Beschreibung |
| ---- | ---- | ------------------------------------------------------------------------------------ | --------------------------------------------------- | --- | -------------------------------------------------- | ------------ |
| 1    | BW   | Datei hochladen                                                                      | Pfarrhaus (1689)                                    | G   | Dorf 65 591611 / 179531                            |              |
| 128  | BW   | Datei hochladen                                                                      | Bauernhaus (1805)                                   | G   | Herrenmatt 177 589662 / 179637                     |              |
| 148  | BW   | Datei hochladen                                                                      | Speicher (1772)                                     | G   | Laden 200a 590328 / 181339                         |              |
| 156  | BW   | Datei hochladen                                                                      | Speicher (1732)                                     | G   | Halten 168c 589753 / 179298                        |              |
| 171  | BW   | Datei hochladen                                                                      | Bauernhaus (1902)                                   | G   | Dorf 30 593431 / 179369                            |              |
| 185  | BW   | Datei hochladen                                                                      | Speicher (1688)                                     | G   | Kalchstätten 189b 590442 / 180278                  |              |
| 243  | BW   | Datei hochladen                                                                      | Speicher (2. Hälfte 18. Jh.)                        | G   | Spühlibach 227a 591721 / 181655                    |              |
| 262  | BW   | Datei hochladen                                                                      | Speicher (1664)                                     | G   | Hattenmatt 104a 590298 / 179049                    |              |
| 331  | BW   | Datei hochladen                                                                      | Wohnhaus (um 1800)                                  | G   | Laubbach 133 591795 / 178335                       |              |
| 355  | BW   | Datei hochladen                                                                      | Speicher (1751)                                     | G   | Bodenacker 82a 591268 / 179225                     |              |
| 369  | BW   | Datei hochladen                                                                      | Bauernhaus (19. Jh.)                                | G   | Dorf 75 591670 / 179518                            |              |
| 419  | BW   | Datei hochladen                                                                      | Bauernhaus (1780)                                   | G   | Ried 51 592742 / 179393                            |              |
| 477  | BW   | Datei hochladen                                                                      | Speicher (1779)                                     | G   | Aegertenbyfang 86a 591643 / 178906                 |              |
| 532  | BW   | Datei hochladen                                                                      | Speicher (1674)                                     | G   | Brandelen 107a 591119 / 179413                     |              |
| 561  | BW   | Datei hochladen                                                                      | Ofenhaus (1. Hälfte 19. Jh.)                        | G   | Hinterfeld 202a 590088 / 181734                    |              |
| 596  | BW   | Datei hochladen                                                                      | Bauernhaus (1732)                                   | G   | Matten 89 592004 / 179382                          |              |
| 631  | BW   | Datei hochladen                                                                      | Speicher (1764)                                     | G   | Gruben 310a 592526 / 182192                        |              |
| 649  | BW   | Datei hochladen                                                                      | Bauernhaus (1782)                                   | G   | Scheuerboden 145 591540 / 178283                   |              |
| 675  | BW   | Datei hochladen                                                                      | Alphütte (um 1830)                                  | G   | Grenchenberg 553 596816 / 170261                   |              |
| 677  | BW   | Datei hochladen                                                                      | Speicher (2. Hälfte 18. Jh.)                        | G   | Farnacker 226a 591613 / 181703                     |              |
| 702  | BW   | Datei hochladen                                                                      | Speicher (1685)                                     | G   | Dorf 75b 591689 / 179520                           |              |
| 716  | BW   | Datei hochladen                                                                      | Vorsass (2. Hälfte 18. Jh.)                         | G   | Untere Hellstätt 459 591800 / 175296               |              |
| 771  | BW   | Datei hochladen                                                                      | Bauernhaus (1773)                                   | G   | Giebel 61 592385 / 179491                          |              |
| 771  | BW   | Datei hochladen                                                                      | Speicher (1773)                                     | G   | Giebel 61b 592404 / 179467                         |              |
| 788  | BW   | Datei hochladen                                                                      | Speicher (2. Hälfte 18. Jh.)                        | G   | Birchen 265a 589851 / 180422                       |              |
| 798  | BW   | Datei hochladen                                                                      | Ofenhaus (18. Jh.)                                  | G   | Birchen 266a 592908 / 179190                       |              |
| 837  | BW   | Datei hochladen                                                                      | Bauernhaus (2. Hälfte 18. Jh.)                      | G   | Schäfern 364 591142 / 177940                       |              |
| 861  | BW   | Datei hochladen                                                                      | Wohnhaus (1911)                                     | G   | Dorf 70b 591551 / 179626                           |              |
| 877  | BW   | Datei hochladen                                                                      | Speicher (1662)                                     | G   | Eigen 180a 590046 / 179985                         |              |
| 893  | BW   | Datei hochladen                                                                      | Bauernhaus (1763)                                   | G   | Wahlenhaus 244 592434 / 180464                     |              |
| 928  | BW   | Datei hochladen                                                                      | Speicher (1684)                                     | G   | Feld 260a 591486 / 180240                          |              |
| 1141 | BW   | Datei hochladen                                                                      | Vorsass (1806)                                      | G   | Obere Milken 453 593266 / 175575                   |              |
| 1146 | BW   | Datei hochladen                                                                      | Bauernhaus (1. Hälfte 18. Jh.)                      | G   | Kümisegg 127 592289 / 178417                       |              |
| 1155 | BW   | Datei hochladen                                                                      | Speicher (1770)                                     | G   | Eigen 182a 590191 / 179973                         |              |
| 1179 | BW   | Datei hochladen                                                                      | Speicher (1. Hälfte 18. Jh.)                        | G   | Dorf 72b 591694 / 179569                           |              |
| 1233 | BW   | Datei hochladen                                                                      | Speicher (1751)                                     | G   | Moos 219a 591230 / 181006                          |              |
| 1260 | BW   | Datei hochladen                                                                      | Speicher (1815)                                     | G   | Bisenfeld 45a 592908 / 179190                      |              |
| 1270 | BW   | Datei hochladen                                                                      | Vorsass (1. Viertel 19. Jh.)                        | G   | Fischbächenvorsassli 487 595400 / 174836           |              |
| 1298 | BW   | Datei hochladen                                                                      | Alphütte (1622)                                     | G   | Horbühl 483 593780 / 176386                        |              |
| 1336 | BW   | Datei hochladen                                                                      | Bauernhaus / Tätschhaus (17. Jh.)                   | G   | Bühl 17 593923 / 180559                            |              |
| 1336 | BW   | Datei hochladen                                                                      | Speicher (1758)                                     | G   | Bühl 17a 593934 / 180545                           |              |
| 1394 | BW   | Datei hochladen                                                                      | Speicher (1742)                                     | G   | Kriesbaumen 293a 593140 / 181663                   |              |
| 1429 | BW   | Datei hochladen                                                                      | Speicher (1747)                                     | G   | Trombyfang 305a 592642 / 182472                    |              |
| 1456 | BW   | Datei hochladen                                                                      | Speicher (1785)                                     | G   | Sahlenbyfang 121a 592105 / 179221                  |              |
| 1494 | BW   | Datei hochladen                                                                      | Speicher (2. Hälfte 18. Jh.)                        | G   | Eigen 181a 590115 / 179973                         |              |
| 1521 | BW   | Datei hochladen                                                                      | Speicher (1673)                                     | G   | Dorf 31a 593441 / 179290                           |              |
| 1529 | BW   | Datei hochladen                                                                      | Bauernhaus (1739)                                   | G   | Matten bei Kalchstätten 185 590382 / 180107        |              |
| 1529 | BW   | Datei hochladen                                                                      | Speicher (1738)                                     | G   | Matten bei Kalchstätten 185a 590379 / 180082       |              |
| 1604 | BW   | Datei hochladen                                                                      | Speicher (1641)                                     | G   | Kalchstätten 186a 590476 / 180235                  |              |
| 1619 | BW   | Datei hochladen                                                                      | Ofenhaus (1825)                                     | G   | Plötschscheuer 379a 591198 / 177619                |              |
| 1619 | BW   | Datei hochladen                                                                      | Bauernhaus (17. Jh.)                                | G   | Plötschscheuer 380 591153 / 177672                 |              |
| 1623 | BW   | Datei hochladen                                                                      | Speicher (1788)                                     | G   | Ried 53b 592684 / 179391                           |              |
| 1780 | BW   | Datei hochladen                                                                      | Speicher (1685)                                     | G   | Kirchhalten 280a 591015 / 180094                   |              |
| 1821 | BW   | Datei hochladen                                                                      | Bauernhaus (1. Hälfte 18. Jh.)                      | G   | Sandflüh 269 589304 / 180241                       |              |
| 1845 | BW   | Datei hochladen                                                                      | Speicher (1606)                                     | G   | Laubbachgraben 151a 590720 / 178323                |              |
| 1892 | BW   | Datei hochladen                                                                      | Wohnhaus (um 1910)                                  | G   | Dorf 32d 593405 / 179423                           |              |
| 1904 | ja   | Datei hochladen · Wikidata zu Kapelle (Q55414983)                                    | Kapelle (1931)                                      | G   | Sangernboden, Dorf 492 593486 / 173554             |              |
| 2254 | BW   | Datei hochladen                                                                      | Ofenhaus (1771)                                     | G   | Bühl 15b 593911 / 180494                           |              |
| 2291 | BW   | Datei hochladen                                                                      | Speicher (1742)                                     | G   | Hostetten 115a 590563 / 178723                     |              |
| 2399 | BW   | Datei hochladen                                                                      | Speicher (1776)                                     | G   | Matten 89a 592011 / 179361                         |              |
| 2557 | ja   | Datei hochladen · Wikidata zu Alte Steinbachbrücke über die Kalte Sense (Q115794087) | Alte Steinbachbrücke über die Kalte Sense (1892/93) | G   | Sangernboden, Steinbachbrücke 472b 594523 / 173524 |              |